# Mafia (videojuego)
Mafia es un videojuego de disparos en tercera persona lineal de mundo abierto, desarrollado por la empresa checa Illusion Softworks en 2002 para PC, PlayStation 2 y Xbox. En él, el jugador toma el papel de Thomas Angelo, un conductor de taxi que se ve casi obligado a formar parte de la organización criminal que lleva Don Salieri. El juego se sitúa entre 1930 y 1938, durante la época de la Prohibición y el crecimiento de las mafias italoestadounidenses.

## Historia
En el año 1938, Thomas Angelo entra en un bar de Lost Heaven. Ha quedado con Norman, un detective de la policía, para proponerle un trato: le contará todo lo relativo de la banda mafiosa de Don Salieri si la policía le proporciona protección a él y a su familia. No obstante, el reticente policía quiere oír toda la historia de Thomas en la banda, así que este empieza a contarle.
En el año 1930, Thomas se encontraba haciendo una parada nocturna en su humilde oficio como taxista, y pensando sobre su vida en aquellos tiempos difíciles. Entonces oyó un choque, y dos individuos armados le obligaron a subir al taxi y a huir de sus perseguidores. Una vez conseguido, le obligaron a llevarles hasta el bar de Don Salieri, dándole una muy buena compensación económica, y haciéndole una oferta para entrar en la banda. Sin embargo, Thomas declinó la oferta y se marchó a casa. Al día siguiente, después de una dura mañana de trabajo como taxista por la ciudad, Thomas hizo una parada en Little Italy. Pero poco duró, pues dos gánsteres pretendieron darle una paliza; sin duda por haber ayudado a escapar a los hombres de Salieri la noche anterior. Thomas consiguió escapar y corrió a refugiarse en el bar de Salieri, que se encontraba cerca; sus hombres se hicieron cargo de los perseguidores inmediatamente. Eran hombres de Morello, el rival de Salieri. El jefe de Thomas no quería saber nada de alguien relacionado con la Mafia, así que Thomas, conocido a partir de ese momento como Tommy, se integró en la banda de Don Salieri, conociendo a sus miembros: Sam y Paulie (los gánsteres de la noche anterior), Frank Colletti (el consigliere de la familia, abogado y encargado de la parte legal), Vincenzo (el hombre de armas de la familia), Ralph (el mecánico del Don), Luigi (el camarero del bar de Salieri)) y el propio Don Salieri.
A partir de entonces, Tommy, empezando desde abajo, empezó a encargarse junto con Paulie y Sam, de las misiones que le encomendaba el Don, principalmente dedicadas a dañar a la organización rival de Salieri, la de Don Morello, y de otros trabajos rutinarios, como recaudar el impuesto de protección en distintos locales de la ciudad. Uno de ellos, el motel de Clark de las afueras, fue tomado por hombres de Morello, hiriendo a Paulie y tratando de hacer hablar a Sam a golpes. Tommy consiguió lidiar con ellos, sacar a Sam del apuro y recoger el dinero. 
En 1932 Tommy, por sus habilidades de conducción, tuvo que encargarse de arreglar un coche de carreras de un conductor europeo, que iba a correr al día siguiente en una carrera en la que el Don y su gente habían apostado por otro conductor. Así Tommy llevó el coche al Autoservicio de Lucas Bertone en el barrio de Down Town. Este lo modificó para que corriera menos, y trabaron una amistad beneficiosa: Lucas le encargaría a partir de entonces pequeños favores, y a cambio, Tommy recibiría gratis los mejores coches de última generación, enseñándole trucos para violar las cerraduras de estos automóviles. 
Al día siguiente, el corredor por quien había apostado el Don amaneció con una paliza, así que Salieri le encargó a Tom el ganar esa carrera, cosa que cumplió con creces y le dio ya una buena posición en la familia. 
Poco tiempo después, Luigi, el encargado del bar, le rogó a Tommy que acompañara a Sarah, su hija, durante su trayecto a casa, porque la noche anterior fue asaltada por unos buscapleitos. Nada más entrar en los callejones cercanos al bar, fueron asaltados por los mismos buscapleitos, armados ahora, de los que Tommy dio cuenta rápidamente. Sin embargo, acabó herido, por lo que Sarah le lleva a casa para curarlo. Al final ellos se enamoran perdidamente y terminan acostándose y teniendo sexo. Al día siguiente, el Don, indignado, quiere venganza, y mandó a Tommy y a Paulie a dar una buena lección a la banda que atacó a Sarah el día anterior. Gracias a las indicaciones de los soplones, localizan a la banda en Chinatown y comenzó la venganza. Sin embargo, uno de los maleantes no terminó tan muerto como se creía, provocando la ira de Salieri, y la mala suerte de Tommy, puesto que el que sí murió, era el hijo de un político muy influyente, que tras esto quería ver muerto a Tommy. Este concejal llegó a donde estaba gracias a Morello, y es a quien acude para tratar de hundir a los Salieri. 
Se descubrió, súbitamente, que había un soplón entre la banda de Salieri, una prostituta que trabajaba en el Hotel Corleone cuyo dueño, además, no estaba pagando a Salieri en beneficio de Morello. Así que, en un intento de cumplir dos objetivos importantes, Salieri ordenó a Tommy hacerse cargo tanto, de la prostituta como del dueño del hotel ubicado en el Down Town. Sin embargo, Tommy reconoció a la prostituta y se compadeció de ella, diciéndole, eso sí, que no volviera a pisar Lost Heaven. Esto fue el primer gran error de Tom. Después, puso una bomba en el hotel y escapó por los tejados, perseguido por la policía. Pero con la mala suerte que va a llegar a la iglesia donde se estaba celebrando el funeral por la muerte de Billy, el hijo del influyente concejal, funeral que acaba en una masacre, con Tommy escapando al bar del Don en un coche fúnebre.
Un año después, tras una operación de contrabando de alcohol que acabó en tiroteo en una granja de las afueras de la ciudad, con Sam herido y rescatado por Tom y Paulie, se descubrió otro soplon en la organización: esta vez se trataba de Frank, el consigliere. Tommy se debía encargar de su rápida muerte, mientras Don Salieri estaba muy dolido. No solo Frank era su consigliere y su mejor amigo, sino que también tenía los libros de cuentas que podrían llevar a Don Salieri a la cárcel. La caza de Frank terminó en el aeropuerto, donde Frank confesó que los agentes de la policía, colaborando con la banda de Morello, tenían a su familia secuestrada, por lo que se había visto obligado a colaborar. Tras rescatar a su familia, Tommy les permitió marchar a Europa, mintiendo a Salieri sobre la muerte de Frank.
El tiempo pasó, Tommy se había casado con Sarah y tuvieron una hija, y siguió realizando misiones para Salieri. Un día, el chofer del don enfermó y Tommy se encarga de llevar a Salieri a New Ark, al restaurante de Pepe, muy querido por Salieri. Pero los hombres de Morello les tendieron una emboscada y trataron de asesinar al don. Tommy salió como pudo y mató a todos los agresores, y fue cuando Salieri se dio cuenta de que el encargado de esos mafiosos era su mismísimo chofer, al cual Tommy lo mató más tarde. Más adelante Salieri decidió que el ataque era una muestra de una confrontación directa y se inicia una guerra abierta con Morello. El primer paso es quitarle el apoyo de la sociedad, para lo cual Tommy se infiltró en un barco de vapor, el Reina de Lost Heaven, y mató al concejal cuyo hijo murió en la persecución del Barrio Chino. Después de eso, comienza la caza del hermano de Morello, Sergio, que controlaba los sindicatos del puerto. Pero tras varios intentos fallidos por parte de Paulie y Tom, Salieri encarga el trabajo a otros. Pero estos fracasan y finalmente Tommy da cuenta del bastardo afortunado en el puerto, ubicado en el Works Quarter. 
Tras la caída de su hermano, le llegó el turno a don Morello, que cayó en el aeropuerto, tras querer escapar de Lost Heaven, pero su avión fue tiroteado en las alas por Tommy y Sam haciendo este que cayera y Morello muere carbonizado. 
Con la muerte de Morello, en 1938, Salieri quería hacerse con el control de la ciudad, para lo cual ordena el asesinato de un candidato a alcalde al que suponía un peligro para la organización. Con la banda bien asentada en la ciudad, ordenó a Sam, Paulie y Tommy que robaran unos habanos en el puerto; sin embargo, durante el desarrollo de la misión, Tommy y Paulie descubrieron que, en realidad, las cajas contenían diamantes. Sintiéndose engañados y traicionados, se deciden a hacer un atraco a un banco por su cuenta sin comentar nada a nadie.
El robo resulta exitoso, pero al día siguiente el dinero desaparece y Paulie está muerto. Tommy, asustado, recibe una llamada de Sam, a quien pide ayuda, y este le ofreció que se encontraran en la Galería de Arte de Central Island, en compensación por las dos veces en las que Tommy le había salvado la vida.
Al llegar, Sam desveló que el Don se había enterado de todo: el atraco al banco, el dejar viva tanto a la prostituta como a Frank (y que estos fueron asesinados después). Ahora el turno de morir era para Tommy. Pese a que la Galería estaba atestada de hombres de Salieri, al final Tommy consiguió acabar con todos ellos, y cuando esta solo, cara a cara con Sam, intenta hacerle cambiar de opinión, pero según Sam ya no hay retorno: Entonces comienza una tiroteo a muerte entre Tommy y Sam. Finalmente Tommy logra herir gravemente a Sam, y después que Sam le dice: "Frank, era el único amigo del Don, la amistad, no vale una mierda", después de estas últimas palabras de Sam, Tommy termina matándolo con tres disparos, tras lo cual escapa con Sarah y con la niña y consigue concertar una cita con Norman, como se ve en la introducción. 
Este le consiguió protección, Salieri condenado a cadena perpetua y toda su banda desperdigada y encarcelada. Tommy se acogió al programa de protección de testigos, llevando una nueva vida junto a su familia en el anonimato que le proporciona una identidad falsa, en la ciudad de Empire Bay. Sin embargo, en la década de los 50, un ya mayor Tommy se encuentra en el patio de su casa de Greenfield (Empire Bay) cuando es abordado por dos hombres. Uno de ellos le dispara con una lupara después de que el otro le dice que vienen de parte de Salieri. En Mafia 2, se descubre quienes han sido los asesinos de Tommy y quien lo ha encargado.

### Personajes

#### Tommy Angelo
Es el personaje principal del juego. Taxista en un principio, debido a una combinación de desagradables circunstancias se ve forzado a unirse a La Mafia. En líneas generales, Tom es un tipo simpático aunque una infancia dura y la vida en los años 30 cambiaron. Por ello, es capaz de hacer cosas que una persona normal no comprendería, pero su conciencia algunas veces le tortura.

#### Don Salieri
El Jefe de la familia para la que Tommy trabaja. Es un tipo que ha vivido mucho y no se pone nervioso con facilidad. Es el típico mafioso que no ha conseguido su posición solo por el dinero y no siempre mata para conseguir lo que quiere. Es amable, pero cuando se enfada puede ser peligroso. Algunas veces el negocio es más importante para él que la amistad.

#### Paulie
El compañero de Tom. Un hombre enérgico y de temperamento caliente, que a veces se comporta de manera completamente inesperada. Si le gusta alguien, es el mejor amigo que se puede tener, alguien en quien siempre poder confiar; siempre y cuando no te cause problemas. Tom y él son los mejores amigos y a menudo trabajan y se divierten juntos.

#### Sam
Sam es el socio de Tom. A primera vista, parece un tipo normal de sonrisa amistosa. Es grande y a veces un poco torpe. También es tímido y no habla demasiado. A menudo trabaja con Tom y Paulie y todos son buenos amigos.

#### Frank Colletti
Es el mejor amigo de Don Salieri, su socio y consejero. Sus asuntos principales son las finanzas de la familia y el aspecto legal del negocio. Está muy capacitado para ello. A primera vista no parece cuadrar entre estos criminales, ya que es un tipo muy tranquilo y un tipo agradable que no llama la atención. Hace su trabajo principalmente  por apego a Don Salieri, así como por su pasado común. Crecieron juntos en un barrio pobre y gracias al Don ganó la mayor parte de lo que posee, de modo que no puede simplemente darle la espalda. Si se hubiese criado en otro lugar, seguramente sería abogado o un triunfador hombre de negocios.

#### Vincenzo
Ha trabajado para la familia durante mucho tiempo y lo es todo para él. Es extraño que un tipo tan bueno como Vincenzo encontrase su pasión entre las armas, pero por eso es por lo que se ocupa del arsenal armamentístico de Salieri y de seleccionar el mejor equipo para la misión. No tiene mucha relevancia en la historia de MAFIA, simplemente es un armero.

#### Ralph
Ralph es excelente cuando se trata de ocuparse de vehículos. Puede desmontar, reparar, mejorar y luego reconstruir cualquier cosa a la que le ponga las manos encima y que tenga que ver con coches. Su mundo gira en torno a todo lo que tiene cuatro ruedas, y sabe poco sobre cualquier otra cosa. Por eso es por lo que solo habla de coches, aunque incluso estas conversaciones sobre coches no son fáciles para él.

#### Lucas Bertone
Es un agradable italiano de mediana edad, un mecánico de coches para los ricos. Aunque tiene un gran corazón, en vista de los servicios que proporciona a La Mafia, no es ningún santo. Aunque no forma parte de la familia Salieri, a menudo es interesante visitarlo si se tiene tiempo libre ya que, al contrario de Ralph, el trabajo de Lucas conlleva a tener acceso a alguno de los coches más lujosos y exóticos de la ciudad.

#### Don Morello
El adversario principal de Salieri; donde Salieri opta por la negociación, Morello emplea un ejército de hombres con Thompsons. Donde Salieri castiga la traición, Morello muestra indiscriminadamente su poder. A causa de esto tiene una gran influencia en la ciudad, la cual está intentando extender hasta el territorio de la familia Salieri. Su hermano Sergio le ayuda en gran medida, sin embargo, su objetivo final es destruir todo lo que está involucrado gracias a su desmesurada conducta brutal.

#### Norman
Norman es un ejemplo típico de detective curtido en la dura escuela de los golpes de la vida. Es un tipo duro, desagradable y brusco que actúa como si odiase a todo el mundo en torno a él. Tom le cuenta su historia, aunque no le produce ningún tipo de compasión.

## Sistema de juego
Salvo las misiones introductorias, donde las acciones realizables están bastante limitadas dado el carácter didáctico de las mismas, en el resto del juego se puede circular libremente por la ciudad, de manera parecida a como se hace en la serie de videojuegos Grand Theft Auto. Esto incluye (pero no se limita a): conducir, repostar, usar el transporte público, portar armas, usar la violencia, huir de la policía, robar coches... Eso sí, debe continuarse la trama principal de manera lineal.
Sin embargo hay dos modos de juego (Viaje Libre y Viaje Libre Extremo) en los que el juego es diferente. El primero se va ampliando según avancemos en el juego normal y el segundo se activa solo cuando hayamos completado la trama principal. 
En Viaje Libre, podemos pasear por la ciudad con total libertad (siempre que hayamos abierto las zonas y las opciones en la partida normal), eliminar a los gánsteres que encontremos, comprar armas en una tienda, reparar el coche...
En Viaje Extremo, hay 19 misiones ocultas que debemos cumplir, con dificultad variable (desde normal a elevadísima), cuya recompensa son coches muy modernos (prototipos) que podemos usar tanto en este modo como en "Viaje Libre".
Tema a destacar es el elevadísimo nivel de detalles del juego, contando con una gran calidad y cantidad de texturas, movimientos de personajes muy reales, personajes con una programada inteligencia artificial muy buena, niveles altísimos de detalles en los automóviles, una ciudad muy bien estructurada y con una altísima calidad visual. Destacable es el cielo de la ciudad, cambiante y muy efectista. La música de la década de 1930 y la gran calidad en detalles hacen que el jugador se sienta totalmente envuelto en el juego e integrado en la ficticia ciudad. También está muy trabajadas las armas, contando con revólveres de Smith & Wesson y Colt (algunos calibrados para cartuchos Magnum), escopetas, luparas (escopeta recortada siciliana) y por supuesto el mítico subfusil Thompson. Pese a estar creado en 2002, el juego sigue siendo una joya del diseño y realismo.

### Armas
| Tipos de Armas               | Armas                                                                                |
| ---------------------------- | ------------------------------------------------------------------------------------ |
| Armas blancas y contundentes | Bate de béisbol • Navaja • Palanca                                                   |
| Pistolas y revólveres        | M1911 • Colt Detective Special • Smith & Wesson Modelo 10 • Smith & Wesson Modelo 27 |
| Subfusiles                   | Subfusil Thompson                                                                    |
| Escopetas                    | Lupara • Escopeta de corredera (probablemente sea una Winchester Modelo 1897)        |
| Fusiles de cerrojo           | Springfield M1903 • Mosin-Nagant con mira telescópica                                |
| Arrojadizas                  | Granada (probablemente sea una Granada Mk 2) • Cóctel Molotov                        |

## Secuela
La empresa desarrolladora de Mafia, Illusion Softworks, ya ha desarrollado la secuela de Mafia: The City of Lost Heaven, Mafia II, la historia de esta acontece de finales de los años 1940 a principios de los años 1950 y las tramas de ambos videojuegos se ven entrelazadas en una de las misiones.